# Myroslav Skoryk
Myroslav Mychajlovyč Skoryk (in ucraino Мирослав Михайлович Скорик?; Leopoli, 13 luglio 1938 – Kiev, 1º giugno 2020) è stato un compositore ucraino. La sua musica ha uno stile contemporaneo e contiene riferimenti da diverse fonti, tra cui tradizioni artistiche tedesche, gallesi, inglesi e dell'Europa orientale. Skoryk ha ricevuto il titolo di Artista del popolo dell'Ucraina e Eroe dell'Ucraina.

## Biografia
Myroslav Skoryk è nato a Leopoli, in Ucraina, poi parte della Polonia. I suoi genitori furono entrambi educati in Austria all'Università di Vienna e successivamente divennero educatori. Suo padre era uno storico ed un etnografo, mentre sua madre era una chimica. Anche se i suoi genitori non avevano una formazione musicale speciale, sua madre suonava il pianoforte e suo padre suonava il violino. Skoryk è stato esposto alla musica in casa fin dalla tenera età. Non meno importante era il fatto che nella sua famiglia era una diva ben nota del XX secolo - la prozia di Skoryk era il soprano ucraino Solomija Krušel'nyc'ka.
Nel 1947 la famiglia di Skoryk fu deportata in Siberia, dove Myroslav crebbe: non tornarono a Leopoli fino al 1955.

## Opere
- Melodia in La minore (Мелодія ля-мінор, Melodija lja-minor) (1982)